# Greenfield, New Hampshire
Greenfield är en stad (town) i Hillsborough County i delstaten New Hampshire, USA med 1 749 invånare (2010). 

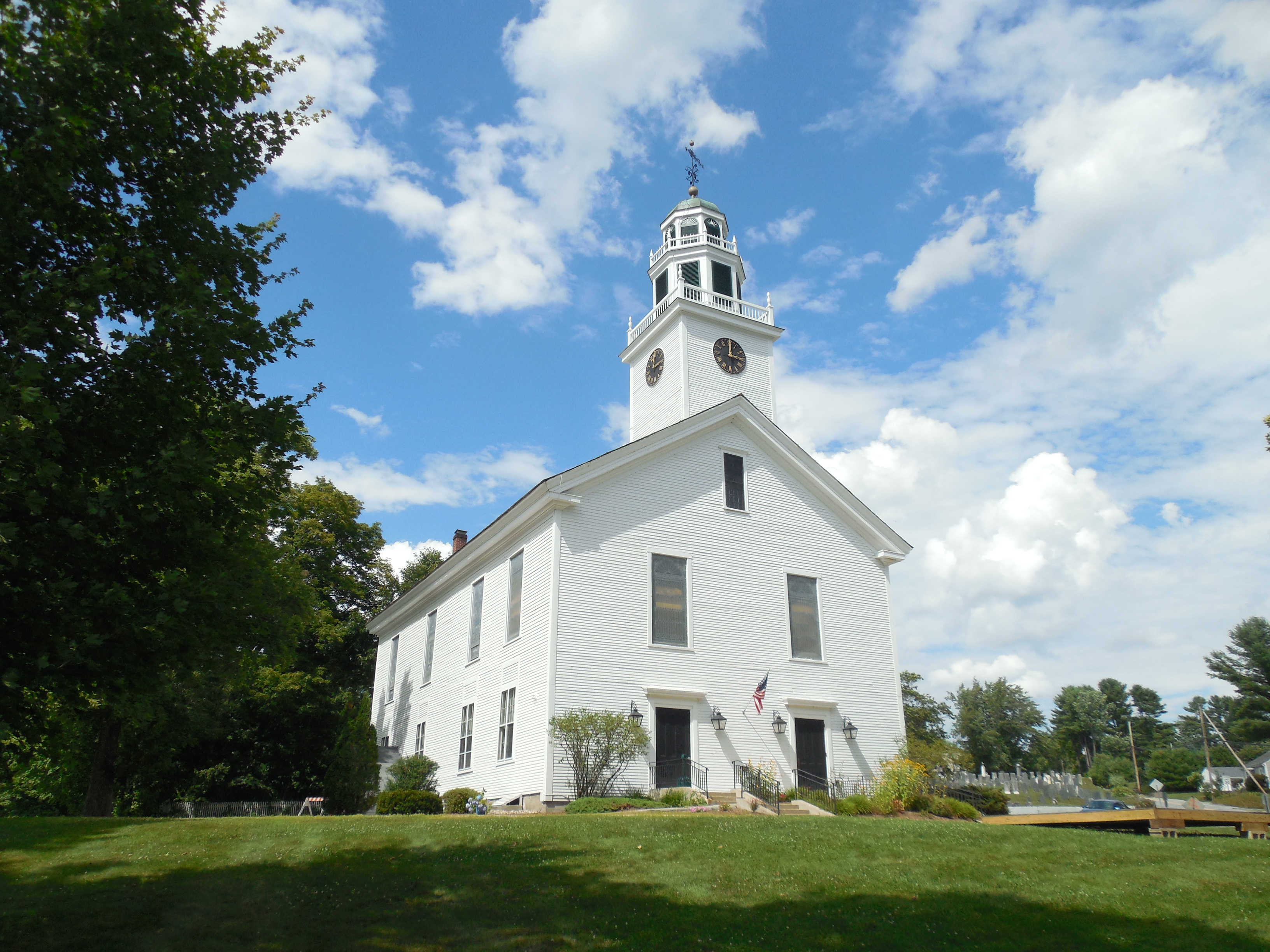